# Albuca kirstenii
Albuca kirstenii är en sparrisväxtart som först beskrevs av John Charles Manning och Peter Goldblatt, och fick sitt nu gällande namn av John Charles Manning och Peter Goldblatt. Albuca kirstenii ingår i släktet Albuca och familjen sparrisväxter. Inga underarter finns listade i Catalogue of Life.